# Jan Porcellis
Jan Porcellis (Gante, c. 1580/84 — Zoeterwoude, Leiden, 29 de Janeiro de 1632) foi um pintor holandês. Trabalhou em Haarlem e Amesterdão, onde pintou marinhas de tons cinzentos e efeitos atmosféricos luminoso (Porto do mar, no Museu do Prado).
O seu estilo foi o ponto de partida da escola paisagística neerlandesa do século XVII.

Navios em uma tempestade em uma costa rochosa por Jan Porcellis. Óleo sobre tela, 1614-1618, Museu Hallwyl.

Suas obras iniciaram uma "transição decisiva do realismo inicial para a fase tonal", promovendo um novo estilo e assunto na pintura marinha, concentrando-se em céus nublados e águas agitadas, uma ruptura radical com o foco anterior da arte marítima na grandeza dos navios em cenários históricos. Este estilo de maior simplicidade em torno da arte marítima, com a maior parte da tela exibindo mar e céu, serviu de base para trabalhos posteriores neste gênero.

## Trabalhos
- Navios em uma tempestade em uma costa rochosa (c. 1614-18), Museu Hallwyl, Estocolmo, Suécia.
- Navios holandeses em uma brisa forte (1618), Museu Marítimo Nacional, Londres
- Navios holandeses em um vendaval (c. 1620)
- Mares Tempestuosos (1629), Alte Pinakothek, Munique
- Navios em uma brisa moderada (c. 1629), Museu de Arte do Condado de Los Angeles
- Seascape (c. 1630), Hermitage, São Petersburgo
- Pescador Transportando Redes (1630)
- Navios nos ventos fortes (c. 1630)
- Damlooper de mastro único e barco a remo em um dia ventoso, Gemäldegalerie, Berlim
- Transporte em mares tempestuosos
- Batalha naval à noite
- Mares calmos, Musée des beaux-arts de Bordeaux